# جرك (معجنات)

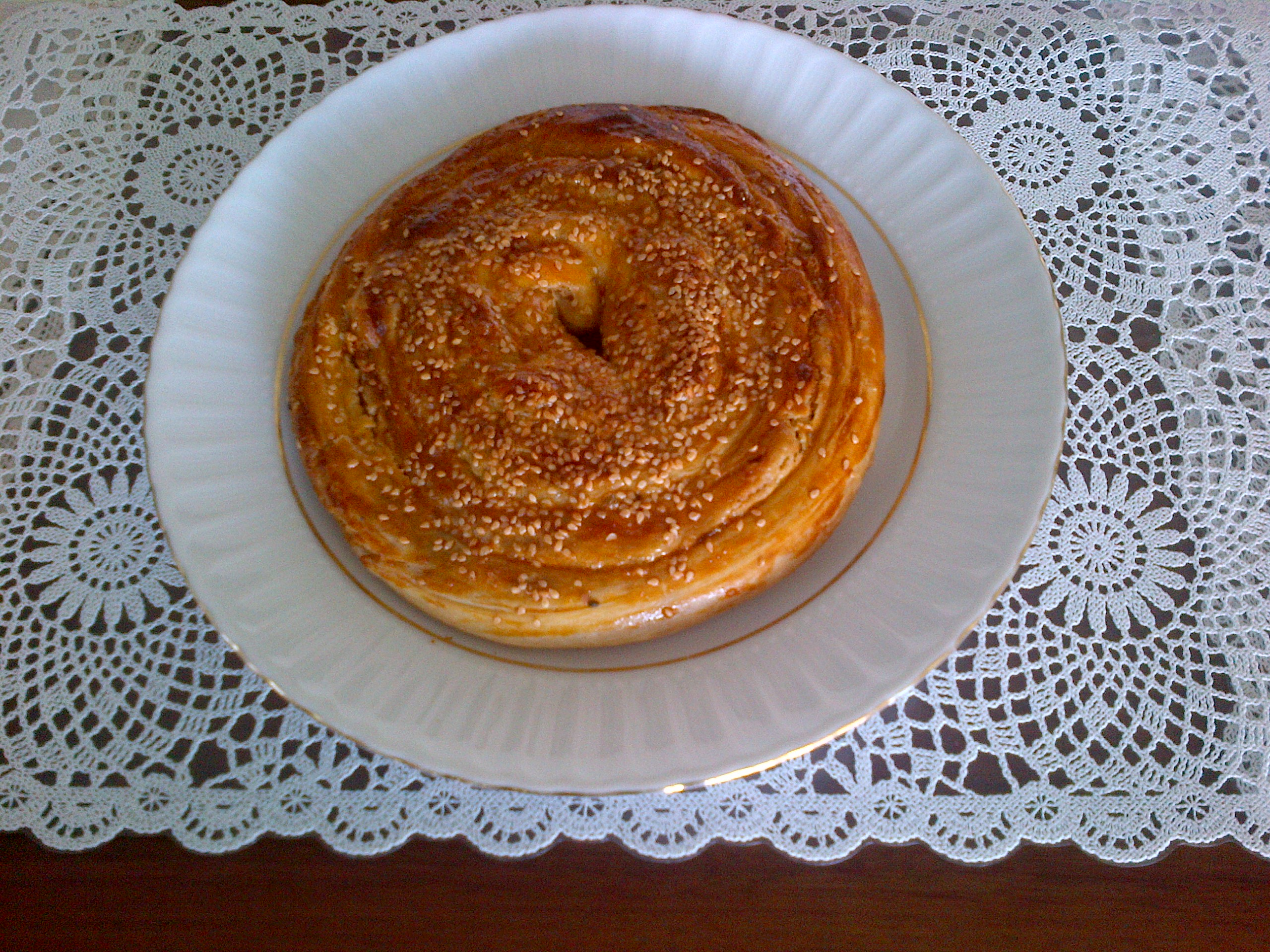
لغة الخميرة بالطحينة

الجُرَكْ أو الجُورَكْ أو لفة الخميرة وتعني القرص بالسمن، أو الكعك أو الحلقة ومنها جاء معنى الخبر المدور، (من التركية العثمانية چورك أو التركية الحديثة çörek بمعنى الخبز المدوَّر) هي أحد أنواع المعجنات مدورة ولينة شبيهة بالخبز. شهيرة في الشرق الأوسط وجنوب شرق أوروبا ووسط آسيا. تعرف في العراق باسم «جُرَكْ» أو «جورك» أو «لفة الخميرة» وهي من أشهر المعجنات في العراق، وتمتاز بطعمها الحلو ووجود السمسم الكثيف فيها، وتحشى احياناً بالتمر أو الحلقوم، تحضر في الأفران، وتباع في الأسواق أو الطرقات العامة في العراق.
وفي الجزيرة العربية والسعودية والجزائر باسم «خبز الشريك» كلها تعريبات للفظ تركي الأصل. في الجزائر وفرنسا يسمى الشريك القسنطيني أحياناً بالبريوش الجزائري.

## المكوّنات
1. كوب ونصف زيت
2. كوب وربع سكر
3. 4 اكواب ماء دافئ وممكن الزيادة حسب الحاجة
4. ملعقتين كبيرتين خميرة
5. رشة ملح
6. زعفران
7. حبة البركة للوجة
8. 10 كوب طحين

## الخطوات
1. يخلط الخميرة مع أربع معالق سكر في كوب ماء دافئ لحلظات
2. ينخل الطحين ويوضع الملح والزيت والزعفران وخليط الخميرة وباقي السكر والماء وتعجن بالماكنة للحصول على عجينة متماسكة وتترك لتختمر
3. يقطع العجين حسب الشكل ويدهن بالزيت ويرش حبة البركة وتدخل الفرن حتى تستوي[4]